# Муген-Хонда
Муген-Хонда е доставчик на двигатели за отбори от Формула 1.
Муген Моторспорт е японско дружество учредено през 1973 г. от Хиротоши Хонда, син на основателя на Хонда Мотор Компани Соичиро Хонда. Муген, което означава „Без Граница“ е производител на двигатели и части тясно свързани с Хонда. Въпреки семейните връзки Муген никога не е била собственост на Хонда.
Фирмата е доставчик на двигатели във Формуля 1 през периона 1992-2000 година, като доставя агрегати за екипите на Футуърк, Лотус, Лижие, Прост, Джордан, регистрира четири победи, три с Джордан и една с Лижие която е и първата победа за фирмата в шампионата.

## Формула 1
| Година | Екип                | Участия | Победи | Точки |
| ------ | ------------------- | ------- | ------ | ----- |
| 1992   | Футуърк-Муген-Хонда | 16      | 0      | 6     |
| 1993   | Футуърк-Муген-Хонда | 16      | 0      | 4     |
| 1994   | Лотус-Муген-Хонда   | 16      | 0      | 0     |
| 1995   | Лижие-Муген-Хонда   | 17      | 0      | 24    |
| 1996   | Лижие-Муген-Хонда   | 16      | 1      | 15    |
| 1997   | Прост-Муген-Хонда   | 17      | 0      | 21    |
| 1998   | Джордан-Муген-Хонда | 16      | 1      | 34    |
| 1999   | Джордан-Муген-Хонда | 16      | 2      | 61    |
| 2000   | Джордан-Муген-Хонда | 17      | 0      | 17    |